# Stenostola
Stenostola — род жесткокрылых из семейства усачей.

## Описание
Надкрылья параллельные, перед округлённой вершиной расширенные. Усики очень тонкие, реснитчатые. Ноги короткие и тонкие.

## Систематика
В составе рода:
- Stenostola alboscutellata Kraatz, 1862
- Stenostola anomala Bates, 1884
- Stenostola argyrosticta Bates, 1884
- Stenostola atra Gressitt, 1951
- Stenostola basisuturalis Gressitt, 1935
- Stenostola callosicollis Breuning, 1943
- Stenostola dubia (Laicharting, 1784)
- Stenostola ferrea (Schrank, 1776)
- Stenostola gleneoides Gressitt, 1935
- Stenostola impustulata (Motschulsky, 1860)
- Stenostola lineata Gressitt, 1951
- Stenostola minamii (Makihara, 1984)
- Stenostola nigerrima (Breuning, 1946)
- Stenostola niponensis Pic, 1901
- Stenostola trivittata Breuning, 1947
- Stenostola unicolor Kono, 1933